# 아사쿠미촌
아사쿠미촌(일본어: 朝酌村)은 시마네현 야쓰카군에 있던 촌이다. 현재의 마쓰에시에 해당한다.

## 역사
- 1889년 4월 1일 - 정촌제 시행에 의해 나카군 와타즈이 성립하였다.
- 1939년 11월 1일 - 마쓰에시에 편입해 폐지되었다.

## 참고문헌
- 角川日本地名大辞典 32 島根県
- 『市町村名変遷辞典』東京堂出版、1990年。